# Mocoiasura suturalis
Mocoiasura suturalis là một loài bọ cánh cứng trong họ Cerambycidae.